# Cadel Evans Great Ocean Road Race
Cet article traite uniquement de la compétition masculine. Pour la compétition féminine, voir Cadel Evans Great Ocean Road Race Women.
La Cadel Evans Great Ocean Road Race est une course cycliste sur route masculine australienne, créée en 2015 à l'initiative du vainqueur du Tour de France et champion du monde Cadel Evans. La course se déroule à Geelong (Victoria). À sa création, l'épreuve fait partie de l'UCI Oceania Tour en catégorie 1.1, puis devient 1.HC en 2016. Depuis 2017, elle fait partie du calendrier UCI World Tour (première catégorie mondiale). La course a lieu le dernier dimanche de janvier ou le premier de février, une semaine après la fin du Tour Down Under et un jour après sa version féminine. Cette course privilégie les coureurs rapides qui savent passer des petites côtes. C'est la course la plus au sud faisant partie de l'UCI World Tour.
Les éditions 2021 et 2022 sont annulées en raison de la pandémie de Covid-19.

## Palmarès
| Année | Vainqueur        | Deuxième           | Troisième         |                  |
| ----- | ---------------- | ------------------ | ----------------- | ---------------- |
| 2015  | Gianni Meersman  | Simon Clarke       | Nathan Haas       |                  |
| 2016  | Peter Kennaugh   | Leigh Howard       | Niccolò Bonifazio |                  |
| 2017  | Nikias Arndt     | Simon Gerrans      | Cameron Meyer     |                  |
| 2018  | Jay McCarthy     | Elia Viviani       | Daryl Impey       |                  |
| 2019  | Elia Viviani     | Caleb Ewan         | Daryl Impey       |                  |
| 2020  | Dries Devenyns   | Pavel Sivakov      | Daryl Impey       |                  |
| 2021  | annulé/abandonné | annulé/abandonné   | annulé/abandonné  | annulé/abandonné |
| 2022  | annulé/abandonné | annulé/abandonné   | annulé/abandonné  | annulé/abandonné |
| 2023  | Marius Mayrhofer | Hugo Page          | Simon Clarke      |                  |
| 2024  | Laurence Pithie  | Natnael Tesfatsion | Georg Zimmermann  |                  |
| 2025  | Mauro Schmid     | Aaron Gate         | Laurence Pithie   |                  |